# Auburn, New York
Auburn är en stad i Cayuga County i delstaten New York, USA. År 2010 hade staden en befolkning på 27 687 invånare. Auburn är administrativ huvudort i Cayuga County.
I Auburn finns det berömda Auburnfängelset (Auburn Prison numera Auburn Correctional Facility) som grundades 1816 som en modell för moderna idéer för hur fångar bör behandlas, även känt som Auburnsystemet (Auburn System).

## Kända personer från Auburn
- Eric Adams, musiker
- J.D. Forrest, ishockeyspelare
- Harriet Mann Miller, naturvetare, ornitolog och barnboksförfattare
- Jeremy Morin, ishockeyspelare
- John Taber, politiker